# Howard Gottfried
Howard Gottfried (New York, 1923. november 13. – Los Angeles, Kalifornia, 2017. december 8.) amerikai filmproducer.

## Filmjei
- A kórház (The Hospital) (1971, producer)
- Calucci's Department (1973, producer, 12 epizód)
- Hálózat (Network) (1976, producer)
- Változó állapotok (Altered States) (1980, producer)
- Alibi test (Body Double) (1984, executive producer)
- Férfiak klubja (The Men's Club) (1986, producer)
- Kakukktojás (Torch Song Trilogy) (1988, producer)
- Külvárosi kommandó (Suburban Commando) (1991, producer)